# Erebus rupricapra
Erebus rupricapra är en fjärilsart som beskrevs av Cadèze 1927. Erebus rupricapra ingår i släktet Erebus och familjen nattflyn. Inga underarter finns listade i Catalogue of Life.